# Jedermanns Weib
Jedermanns Weib of Jedermanns Frau is een Oostenrijkse dramafilm uit 1924 onder regie van Alexander Korda.

## Verhaal
De knappe, jonge Theres Huber verdient de kost als bloemenmeisje. Haar leven neemt een andere wending, wanneer hertog Patry Thun een weddenschap aangaat met zijn vriend Robert Wulfen. Hij zal een echte dame maken van Theres.

## Rolverdeling
| Acteur          | Personage         |
| --------------- | ----------------- |
| María Corda     | Theres Huber      |
| May Hanbury     | Hertogin Bella    |
| Jeffrey Bernard |                   |
| Harry Nestor    | Robert Wulfen     |
| Artúr Somlay    | Hertog Patry Thun |
| Otto Schmöle    | Philipp Thun      |
| Adolf Weisse    | Bediende          |